# حدث ذات مرة في بوليفيا (فلم 2012)
حدث ذات مرة في بوليفيا (بالإسبانية: Erase Una Vez en Bolivia) هو فيلم دراما بوليفي صدر عام 2012 من بطولة لويس كاباليرو وميغيل أنجيل ماماني وإيفان نوجاليس وراؤول بيلتران وميغيل استيلانو ورينالدو يوهرا، ومن إخراج وتأليف وإنتاج باتريك ل. كوردوفا. تم تصوير الفيلم خلال عام 2010 في الأحياء الفقيرة لمدن إل ألتو وإل ألتيبلانو في العاصمة لاباز بميزانية محدودة، باستخدام ممثلين غير محترفين في المقام الأول.

## ملخص القصة
يتكلم الفيلم عن شقيقين يتسابقان عبر بوليفيا باتجاه الحدود مع تشيلي خلال أزمة نزاع الغاز البوليفي عام 2003.

## طاقم التمثيل
- لويس كاباليرو في دور روكي
- ميغيل أنجيل ماماني في دور نيني
- إيفان نوغاليس في دور ذا هيتشر
- راؤول بلتران في دور ريد هات
- ميغيل استيلانو في دور الشرطي
- رينالدو يوهرا في دور مينر

## الجوائز
- جائزة «أفضل فيلم روائي دولي» في مهرجان لندن السينمائي المستقل، عام 2013.[5][6]
- جائزة «أفضل فيلم روائي أنديزي» في مهرجان الفيلم الدولي في باستو، عام 2013.[7]
- جائزة «الجدارة» من مهرجان ذا إيندي، عام 2013.[8]
- جائزة «أفضل فيلم روائي طويل» في مهرجان غولدين أيغ السينمائي، عام 2014.[9]
- جائزة «أفضل مخرج لفيلم روائي طويل» في مهرجان غولدين أيغ السينمائي، عام 2014.[9]

## روابط خارجية
- مقالات تستعمل روابط فنية بلا صلة مع ويكي بيانات